# Kazarnea, Znameanka
Kazarnea (în ucraineană Казарня) este localitatea de reședință a comunei Kazarnea din raionul Znameanka, regiunea Kirovohrad, Ucraina.

## Demografie
Componența lingvistică a localității Kazarnea
     Ucraineană (93,16%)
     Rusă (3,42%)
     Alte limbi (0,8%)
Conform recensământului din 2001, majoritatea populației localității Kazarnea era vorbitoare de ucraineană (93,16%), existând în minoritate și vorbitori de rusă (3,42%) și armeană (2,62%).